# Sevrage de la ventilation mécanique
Le sevrage de la ventilation mécanique est le processus au cours duquel on diminue plus ou moins progressivement la proportion du travail respiratoire fourni par le respirateur artificiel afin de vérifier la capacité d'un patient à respirer par lui-même ou pour permettre au patient d'augmenter l'endurance de ses muscles respiratoires. Le but étant de rendre une totale autonomie respiratoire au patient dans les meilleures délais.

## Généralités
Bien que les experts s'entendent en général sur quelques grands principes, il n'existe pas de protocole universellement reconnu dans ce domaine et aucune approche n'a fait la preuve de sa supériorité sur les autres. L'objet de cet article se limitera donc à présenter les différentes approches existantes.

## Modalités de sevrage
- Ventilation assistée/contrôlée intermittente (Ventilation Obligatoire Intermittente Synchronisée)
- Ventilation spontanée + Aide inspiratoire + PEP
- Respiration spontanée sur pièce en « T » ou coffret pour trachéotomie

## Critères de sevrage
Plusieurs critères ont été proposés pour prédire le succès d'un sevrage. Certains constituent des "outils de réflexion clinique" intéressants mais aucun ne permet de prédire avec certitude l'issue d'un sevrage.
La mesure de la force inspiratoire semble très intéressante, car une valeur plus petite que 20 cmH2O indique la quasi-certitude d'une réintubation. Environ 30 % des patients avec une force inspiratoire supérieure à 20 cmH2O échoueront malgré tout l'extubation.
Un autre critère proposé est le rapport de la fréquence respiratoire sur le volume courant en litre lors de la respiration spontanée.